# Luís Eduardo Magalhães
Luís Eduardo Magalhães è un comune del Brasile nello Stato di Bahia, parte della mesoregione dell'Extremo Oeste Baiano e della microregione di Barreiras.